# تک‌تیرانداز (فیلم ۱۹۹۳)
«تک‌تیرانداز» (انگلیسی: Sniper) یک فیلم اکشن و جنگی آمریکایی با بازی تام برنگر، بیلی زین، جی تی والش، ادن یونگ، و رینالدو آرناس محصول سال ۱۹۹۳ به کارگردانی لوئیس یوسا است.
این فیلم در ۲۹ ژانویه ۱۹۹۳ در ۱۵۵۱ سینما در جایگاه دوم باکس آفیس قرار گرفت و در ایالات متحده ۱۸٫۹۹۴٫۶۵۳ دلار فروش داشت.

## خلاصه داستان
«توماس بکت» یکی از سربازان سرسخت ارتش آمریکا است که در حال انجام عملیاتی در جنگل پاناما می‌باشد. وظیفه او مقابله با شورشیان بوسیله مهارت تک تیراندازی‌اش است…

## دنباله‌ها
- تک تیرانداز ۲ (۲۰۰۳)
- تک‌تیرانداز ۳ (۲۰۰۴)
- تک تیرانداز ۴: حمله مجدد (۲۰۱۱)
- تک تیرانداز ۵: میراث (۲۰۱۴)
- تک‌تیرانداز ۶: روح تیرانداز (۲۰۱۶)
- تک تیرانداز ۷: کشتن نهایی (۲۰۱۷)
- تک‌تیرانداز ۸: پایان آدمکش (۲۰۲۰)
- تک‌تیرانداز ۹: مأموریت خودسرانه (۲۰۲۲)